# Girauvoisin
Girauvoisin ist eine französische Gemeinde mit 77 Einwohnern (Stand 1. Januar 2022) im Département Meuse in der Region Grand Est (bis 2015 Lothringen); sie gehört zum Arrondissement Commercy und zum Gemeindeverband Côtes de Meuse Woëvre.

## Geografie
Girauvoisin liegt rund 42 Kilometer westnordwestlich von Nancy im Osten des Départements Meuse und im Westen des Regionalen Naturparks Lothringen. Weite Gebiete im Süden und Nordosten der Gemeinde sind bewaldet.
Nachbargemeinden sind Saint-Julien-sous-les-Côtes im Nordwesten und Norden, Apremont-la-Forêt im Nordosten, Frémeréville-sous-les-Côtes im Osten, Vignot im Süden und Südwesten sowie Boncourt-sur-Meuse im Westen.

## Geschichte
Wie alle Orte der Gegend litt Girauvoisin im Mittelalter unter Konflikten. Die schlimmsten Verwüstungen richteten der Hundertjährige Krieg und der Dreißigjährige Krieg an. Der Name der heutigen Gemeinde wurde im Jahr 1282 unter dem Namen Gerauvezin erstmals in einem Dokument erwähnt<. Im Mittelalter lag der Ort in der Barrois non mouvant im Herzogtum Lothringen und gehörte zur Bailliage Saint-Mihiel. Von 1766 bis zur Französischen Revolution lag Girauvoisin im Grand-gouvernement de Lorraine-et-Barrois. 
Girauvoisin (Gerardvoisin) gehörte von 1793 bis 1801 zum District Commercy. Von 1793 bis 1801 war sie Teil des Kantons Vignot. Seit 1801 liegt sie im Kanton Commercy und ist dem Arrondissement Commercy zugeteilt.

## Bevölkerungsentwicklung
Die Einwohnerentwicklung ist typisch für eine französische Landgemeinde. Normal ist die Entwicklung zwischen 1793 und 1851 mit einem starken Wachstum. Danach begann in der Gemeinde die Landflucht. Wegen des Kriegsgeschehens sank die Bevölkerung zwischen 1911 und 1921 stark. Nach einem weiteren kurzfristigen Bevölkerungswachstum von 1921 bis 1931 sank die Einwohnerzahl bis 1982 auf einen Tiefpunkt. Vom Höchststand 1851 bis 1982 betrug die Abnahme 75,2 Prozent.
| Jahr                       | 1962 | 1968 | 1975 | 1982 | 1990 | 1999 | 2006 | 2011 | 2019 |
| Einwohner                  | 93   | 81   | 69   | 60   | 72   | 75   | 77   | 73   | 81   |
| Quellen: Cassini und INSEE |      |      |      |      |      |      |      |      |      |

## Sehenswürdigkeiten
- Kirche Saint-André
- Denkmal für die Gefallenen[1]
- zwei Waschhäuser (Lavoirs) an der Grande Rue
- drei Wegkreuze (das Croix des Auges an der D130 östlich des Dorfs, am westlichen Dorfausgang und nordöstlich des Dorfs)

## Verkehr
Die Gemeinde befindet sich an der D130. Die südlich vorbeiführende D958 und die nur wenige Kilometer südlich verlaufende Route nationale 4 mit dem nächsten Anschluss in Void-Vacon sind die wichtigsten überregionalen Verkehrsverbindungen für die Gemeinde.
Nächstgelegener Bahnhof ist Commercy an der Bahnstrecke Paris–Straßburg in rund fünf Kilometern Entfernung. Im Norden der Gemeinde führt die Bahnstrecke Lérouville–Metz vorbei. Nächstgelegener Bahnhof an dieser Linie ist Lérouville. Girauvoisin und alle weiteren Haltestellen zwischen Lérouville und Onville wurden aufgehoben.